# Jozef Kovalík
Jozef Kovalík (* 4. November 1992 in Bratislava) ist ein slowakischer Tennisspieler.

## Leben und Karriere
Mit Filip Horanský gewann Jozef Kovalík bei den Olympischen Jugend-Sommerspielen 2010 in Singapur die Bronzemedaille im Doppel.
Kovalík spielt hauptsächlich auf der ATP Challenger Tour und der ITF Future Tour. Er feierte bislang neun Einzel- und sechs Doppelsiege auf der Future Tour sowie drei Einzel- und einen Doppeltitel auf der Challenger Tour. Kovalík wurde mit der Mannschaft TK Slovan Bratislava 2008, 2009 und 2010 slowakischer Mannschaftsmeister.
Aktuell spielt er für den TC Harland.

## Erfolge
| Legende (Anzahl der Siege)  |
| Grand Slam                  |
| ATP World Tour Finals       |
| ATP World Tour Masters 1000 |
| ATP World Tour 500          |
| ATP World Tour 250          |
| ATP Challenger Tour (10)    |

### Einzel

#### Turniersiege
| Nr. | Datum              | Turnier      | Belag    | Finalgegner          | Ergebnis       |
| --- | ------------------ | ------------ | -------- | -------------------- | -------------- |
| 1.  | 17. August 2014    | Meerbusch    | Sand     | Andrei Kusnezow      | 6:1, 6:4       |
| 2.  | 10. April 2016     | Neapel       | Sand     | Arthur De Greef      | 6:3, 6:2       |
| 3.  | 23. Juni 2018      | Poprad-Tatry | Sand     | Arthur De Greef      | 6:4, 6:0       |
| 4.  | 15. September 2019 | Stettin      | Sand     | Guido Andreozzi      | 6:75, 6:2, 6:4 |
| 5.  | 24. November 2019  | Maia         | Sand (i) | Constant Lestienne   | 6:0, 6:4       |
| 6.  | 10. September 2022 | Tulln        | Sand     | Jelle Sels           | 7:66, 7:63     |
| 7.  | 24. März 2024      | Zadar        | Sand     | Adrian Andreew       | 6:4, 6:2       |
| 8.  | 14. April 2024     | Split        | Sand     | Zsombor Piros        | 6:4, 5:7, 7:5  |
| 9.  | 7. Juli 2024       | Karlsruhe    | Sand     | Camilo Ugo Carabelli | 6:3, 7:62      |

### Doppel

#### Turniersiege
| Nr. | Datum              | Turnier | Belag | Partner       | Finalgegner                | Ergebnis  |
| --- | ------------------ | ------- | ----- | ------------- | -------------------------- | --------- |
| 1.  | 30. September 2017 | Rom     | Sand  | Martin Kližan | Sander Gillé Joran Vliegen | 6:3, 7:65 |